# فهرست بلندترین نقاط کشورهای آفریقایی

این مقاله فهرست بلندترین نقاط طبیعی هر کشور مستقل در قاره آفریقا را ارائه می‌دهد که به‌صورت جغرافیای طبیعی تعریف شده است.
تمام نقاط در این فهرست، کوه یا تپه نیستند. برخی از آن‌ها صرفاً ارتفاعاتی هستند که به‌عنوان ویژگی‌های جغرافیایی مشخص نیستند.
توضیحاتی ارائه شده است که در آن‌ها اختلافات ارضی یا تناقضات بر فهرست‌بندی‌ها تأثیر می‌گذارد. مصر بخشی از قلمرو خود و بلندترین نقطه آن را خارج از آفریقا دارد. بلندترین نقطه غیر آسیایی آن‌ها در زیر قله قاره‌ای با رتبه N/A (بدون رتبه) فهرست شده است. از سوی دیگر، اسپانیا بخشی از قلمرو خود و بلندترین نقطه آن را در داخل آفریقا دارد.
یک کشور نیمه‌به‌رسمیت‌شناخته‌شده با بلندترین نقطه در آفریقا با حروف ایتالیک نوشته شده است. برای جزئیات بیشتر به فهرست کشورهای با به‌رسمیت‌شناسی محدود مراجعه کنید.
| رتبه | کشور                  | بلندترین نقطه                 | ارتفاع   |
| ---- | --------------------- | ----------------------------- | -------- |
| ۱۸   | الجزایر               | کوه تاهات                     | ۲۹۰۸ متر |
| ۲۲   | آنگولا                | کوه موکو                      | ۲۶۲۰ متر |
| ۵۲   | بنین                  | مونت سوکبارو                  | ۶۵۸ متر  |
| ۴۰   | بوتسوانا              | اوسه هیل                      | ۱۴۹۱ متر |
| ۵۱   | بورکینافاسو           | کوه تناکورو                   | ۷۴۹ متر  |
| ۲۱   | بوروندی               | جنوب شرقی کوه ه‌ها             | ۲۶۸۴ متر |
| ۸    | کامرون                | فاکو در کوه کامرون            | ۴۰۴۰ متر |
| ۲۰   | کیپ ورد               | پیکو دو فوگو                  | ۲۸۲۹ متر |
| ۴۲   | جمهوری آفریقای مرکزی  | کوه نگویی                     | ۱۴۲۰ متر |
| ۱۲   | چاد                   | ایمی کوسی                     | ۳۴۴۵ متر |
| ۲۸   | کومور                 | کوه کارتالا                   | ۲۳۶۱ متر |
| ۳    | جمهوری دموکراتیک کنگو | قله مارگاریتا در کوه استنلی   | ۵۱۱۰ متر |
| ۴۵   | جمهوری کنگو           | مونت نابمبا                   | ۱۰۲۰ متر |
| ۳۷   | ساحل عاج              | کوه ریچارد-مولارد             | ۱۷۵۲ متر |
| ۳۱   | جیبوتی                | موسی علی                      | ۲۰۲۸ متر |
| ۳۴   | مصر                   | شایب‌البنات                    | ۲۱۸۷ متر |
| N/A  | مصر                   | کوه کاترین                    | ۲۶۲۹ متر |
| ۱۶   | گینه استوایی          | پیکو باسیله                   | ۳۰۰۸ متر |
| ۱۵   | اریتره                | امبا سویرا                    | ۳۰۱۸ متر |
| ۳۶   | اسواتینی              | املمبه                        | ۱۸۶۲ متر |
| ۵    | اتیوپی                | راس داشن                      | ۴۵۵۰ متر |
| ۴۴   | گابن                  | مونت بنگوئه                   | ۱۰۷۰ متر |
| ۵۵   | گامبیا                | تپه‌ای بی‌نام (Red Rock)        | ۵۳ متر   |
| ۴۹   | غنا                   | کوه آفادجا                    | ۸۸۵ متر  |
| ۳۸   | گینه                  | کوه ریچارد-مولارد             | ۱۷۵۲ متر |
| ۵۴   | گینه بیسائو           | مونت تورین                    | ۲۶۲ متر  |
| ۲    | کنیا                  | باتیان در کوه کنیا            | ۵۱۹۹ متر |
| ۱۰   | لسوتو                 | تابانا نتلنیانا               | ۳۴۸۲ متر |
| ۴۱   | لیبریا                | کوه ووتوه                     | ۱۴۴۰ متر |
| ۳۰   | لیبی                  | بیککو بیتی                    | ۲۲۶۷ متر |
| ۱۹   | ماداگاسکار            | ماروموکوترو                   | ۲۸۷۶ متر |
| ۱۷   | مالاوی                | ساپیتوا در کوه مولانجی        | ۳۰۰۲ متر |
| ۴۳   | مالی                  | کوه هومبوری                   | ۱۱۵۵ متر |
| ۴۷   | موریتانی              | کدیه الجیل                    | ۹۱۵ متر  |
| ۵۰   | موریس                 | پیتون دلا پتی ریویر نوآر      | ۸۲۸ متر  |
| ۷    | مراکش                 | جبل توبقال                    | ۴۱۶۵ متر |
| ۲۶   | موزامبیک              | مونته بینگا                   | ۲۴۳۶ متر |
| ۲۳   | نامیبیا               | کوه براندبرگ                  | ۲۶۰۶ متر |
| ۳۳   | نیجر                  | مونت ایدوکال تگس              | ۲۰۲۲ متر |
| ۲۷   | نیجریه                | چاپال وادی                    | ۲۴۱۹ متر |
| ۶    | رواندا                | کوه کاریسیمبی                 | ۴۵۰۷ متر |
| ۳۲   | سائوتومه و پرنسیپ     | پیکو دو سائو تومه             | ۲۰۲۴ متر |
| ۵۳   | سنگال                 | خط‌الراس بانهز نزدیک نپن دیاخا | ۶۴۸ متر  |
| ۴۸   | سیشل                  | مورن سیشلو                    | ۹۰۵ متر  |
| ۳۵   | سیرالئون              | لومه                          | ۱۹۴۵ متر |
| ۲۵   | سومالی                | کوه شیمبیریس                  | ۲۴۶۰ متر |
| ۱۱   | آفریقای جنوبی         | مافادی                        | ۳۴۴۶ متر |
| ۱۳   | سودان جنوبی           | کینی‌یتی                       | ۳۱۸۷ متر |
| ۱۴   | سودان                 | کوه دریبا کالدرا              | ۳۰۴۲ متر |
| ۱    | تانزانیا              | کوه کلیمانجارو                | ۵۸۹۵ متر |
| ۴۶   | توگو                  | کوه آگو                       | ۹۸۶ متر  |
| ۴    | اوگاندا               | قله مارگاریتا در کوه استنلی   | ۵۱۱۰ متر |
| ۲۹   | زامبیا                | منطقه‌ای بی‌نام در تپه مافینگا  | ۲۳۲۹ متر |
| ۲۴   | زیمبابوه              | کوه نیانگانی                  | ۲۵۹۲ متر |
| ۹    | اسپانیا               | تید                           | ۳۷۱۸ متر |
| ۳۹   | تونس                  | کوه الشعانبی                  | ۱۵۴۴ متر |
| N/A  | صحرای غربی            | تیکزوکانه                     | ۶۰۵ متر  |